# Žampach (okres Ústí nad Orlicí)
Žampach (německy Sandbach) je obec v okrese Ústí nad Orlicí v Pardubickém kraji. Nalézá se v podhůří Orlických hor, asi šest kilometrů jižně od Žamberka. Nad vesnicí se vypíná zalesněný kuželovitý vrch se zbytky zříceniny hradu Žampach. Včetně části Hlavná v obci žije 293 obyvatel.

## Historie

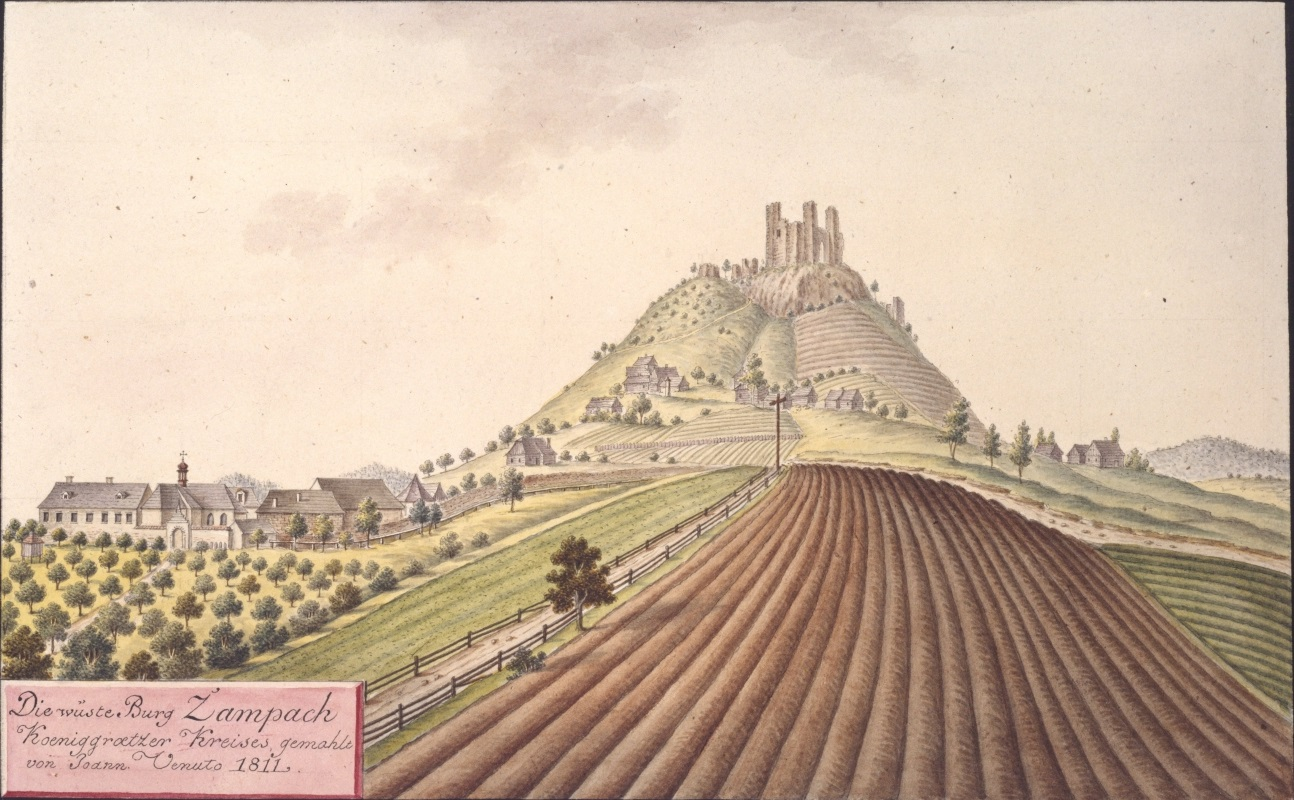
Joann Venuto: Hrad Žampach v roce 1811

První písemná zmínka o vesnici pochází z roku 1309. Ves v podhradí se nazývala Budy.

## Části obce
- Žampach
- Hlavná

## Pamětihodnosti
- Hrad Žampach
- Zámek Žampach – raně barokní zámek v současnosti účelově využit jako sociální ústav.
- Zvonička
- Pranýř z roku 1693 se zachovaným kruhem, u něhož byli viníci přivazováni. Původně stál na obecní cestě do Hejnic. Poprvé byl přemístěn velkostatkem v roce 1904. V roce 1920 jej přemístil velkostatek podruhé.[5][6]
- Arboretum Žampach – je součástí zámeckých parků, které jsou státem chráněnou kulturní památkou

## Osobnosti
- František Lützow (1849–1916), rakouský šlechtic, diplomat, historik, spisovatel a politik z Čech, v 2. polovině 19. století poslanec Říšské rady
- Josef Matoušek (1928–2019), účastník Olympijských her 1964 v hodu kladivem [7]

## Galerie

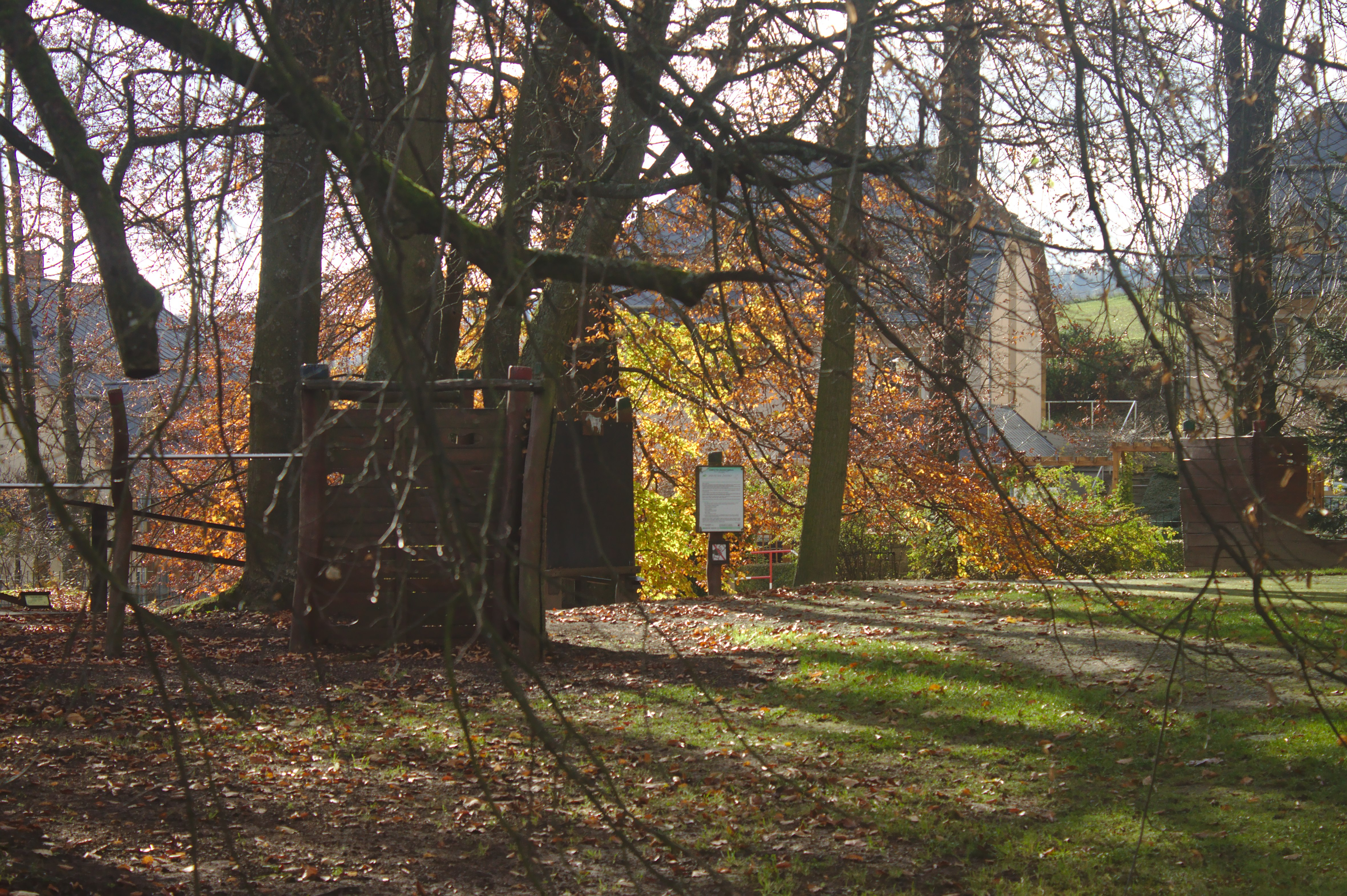
Arboretum v zámeckém parku
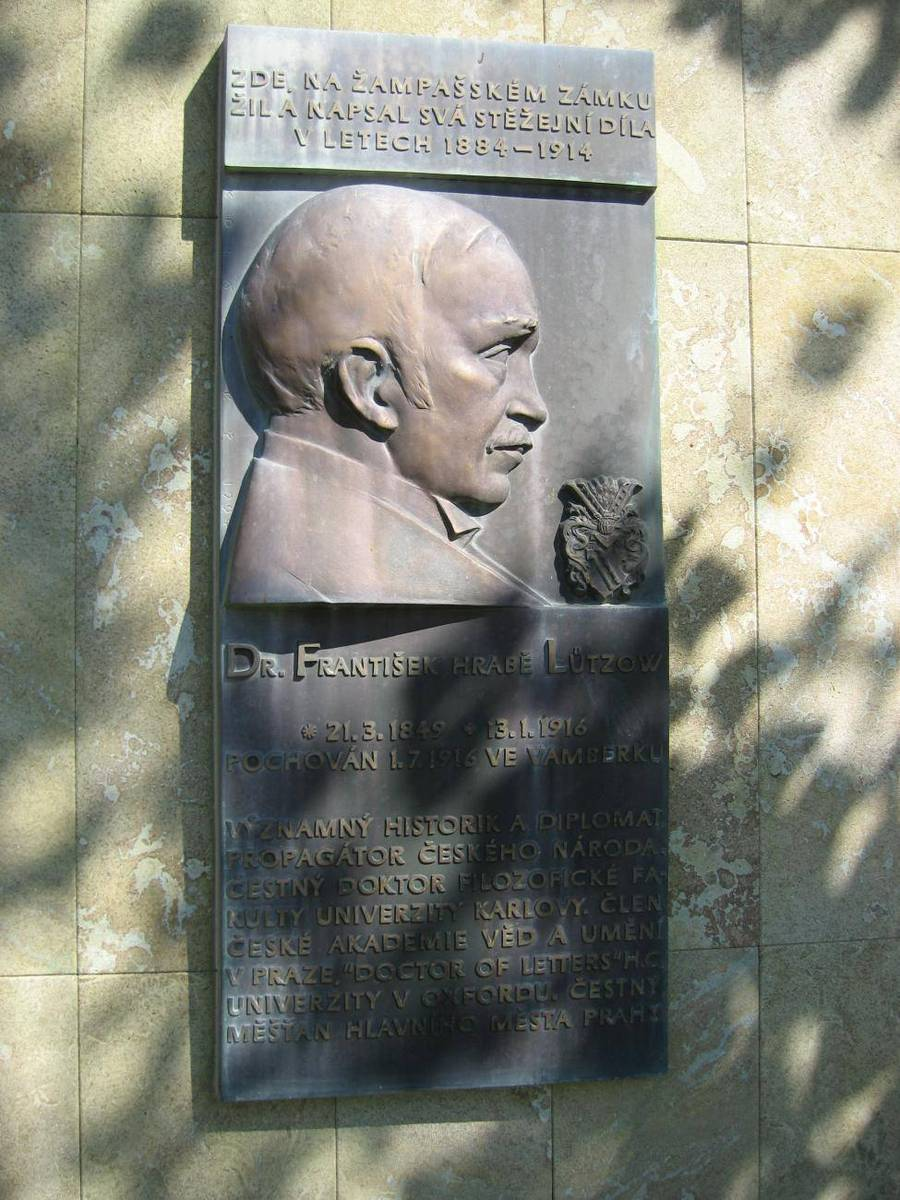
Pomník hraběte Fratiška Lützowa
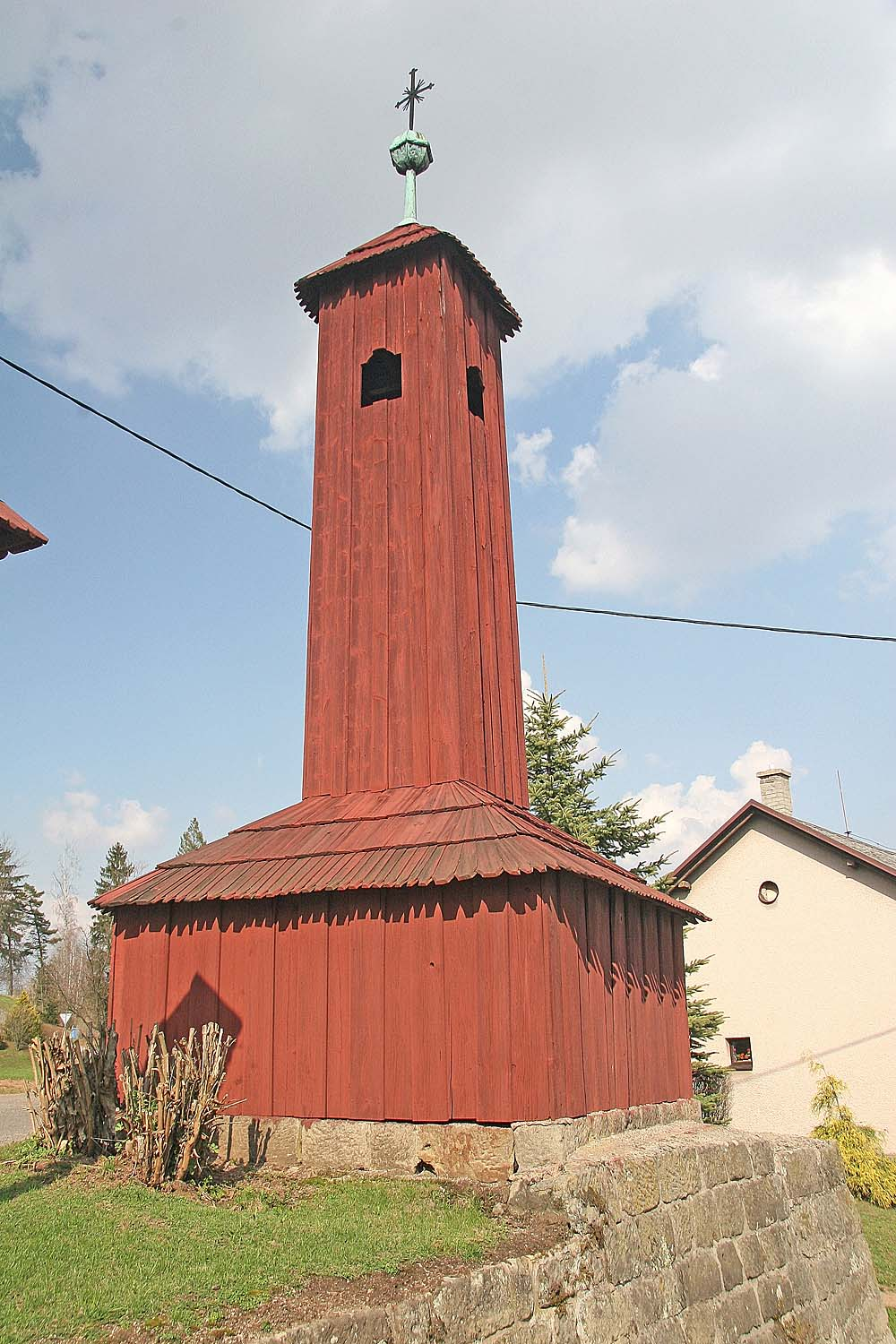
Zvonička v Žampachu
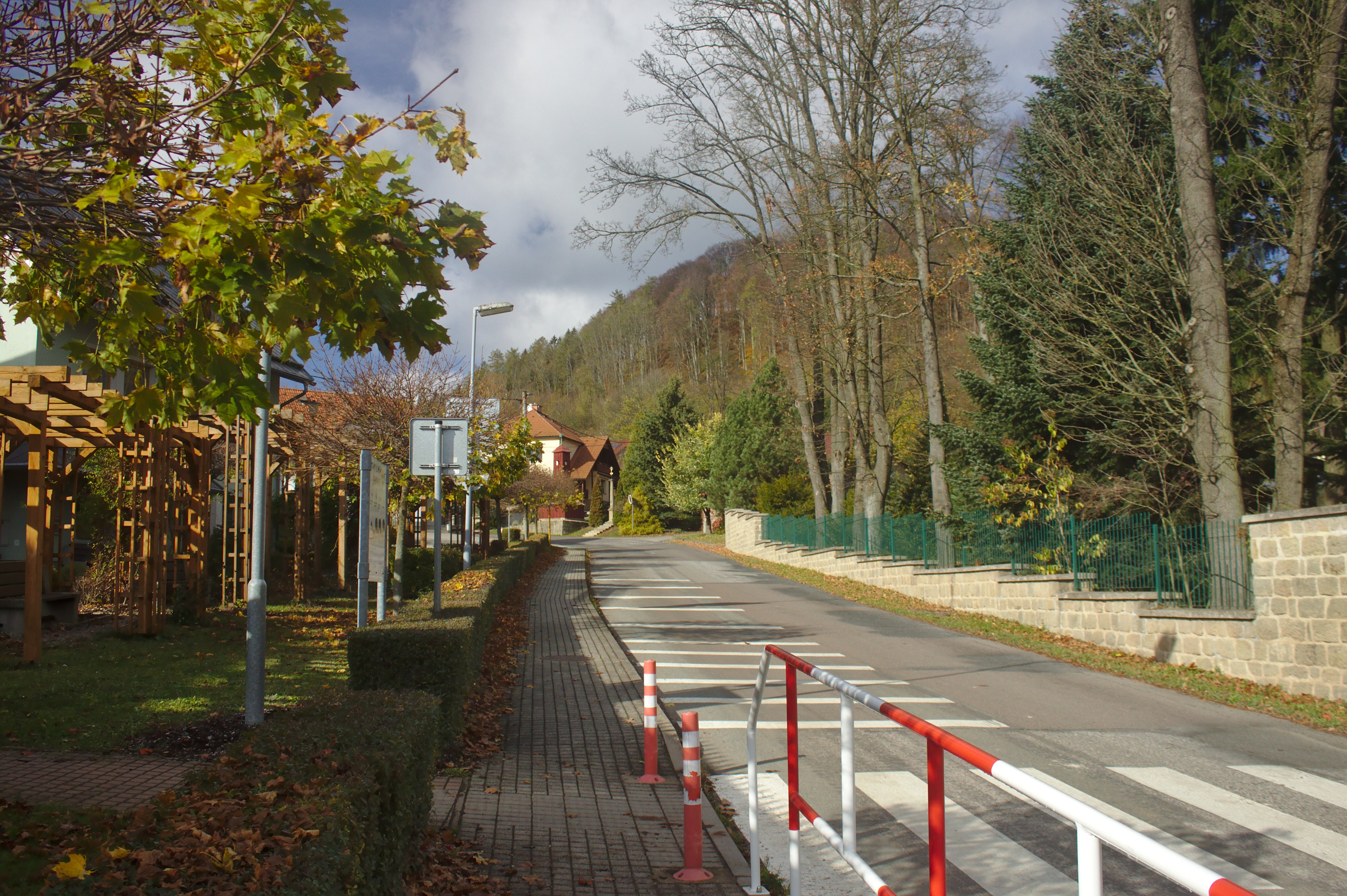
Silnice v obci